# Napoleon (Indiana)
Napoleon – miasto w Stanach Zjednoczonych, w stanie Indiana, w hrabstwie Ripley.